# Casson
Casson – miejscowość i gmina we Francji, w regionie Kraj Loary, w departamencie Loara Atlantycka.
Według danych na rok 2010 gminę zamieszkiwało 2089 osób, a gęstość zaludnienia wynosiła 128 osób/km².